# Nobeyama Radio Observatory
Il Nobeyama Radio Observatory (野辺山宇宙電波観測所?, Nobeyama Uchūdenpa Kansokusho) (NRO) è una divisione dell'Osservatorio astronomico nazionale del Giappone situata vicino al villaggio di Minamimaki, nella prefettura di Nagano, ad un'altitudine di 1 350 metri.

## Struttura
Consta di tre strumenti radio:

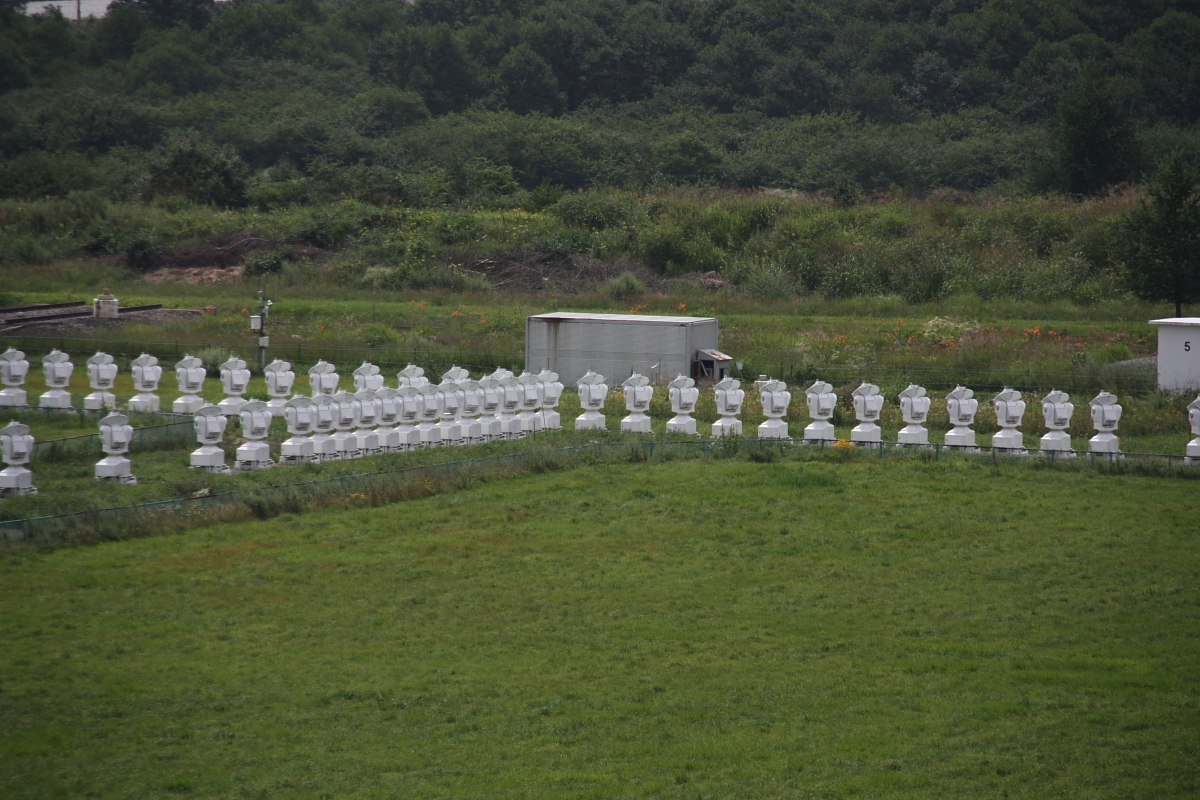
Collocazione di parte delle 84 antenne che compongono il radioeliografo.

- Il radiotelescopio: un radiotelescopio a piatto singolo da 45 metri che opera in lunghezze d'onda di pochi millimetri (20〜150 GHz);[1]
- Il Nobeyama Millimeter Array (NMA), un interferometro per microonde (80~230 GHz) composto da sei telescopi del diametro di 10 metri ciascuno, con la capacità di produrre immagini ad alta risoluzione spaziale equivalente a una parabola di 600 metri di diametro;
- Il radioeliografo Nobeyama: una serie di ottantaquattro antenne dedicate alle osservazioni solari, ciascuna del diametro di ottanta centimetri.